# Saint-Martin-des-Champs (Sekwana i Marna)
Saint-Martin-des-Champs – miejscowość i gmina we Francji, w regionie Île-de-France, w departamencie Sekwana i Marna.
Według danych na rok 1990 gminę zamieszkiwało 450 osób, a gęstość zaludnienia wynosiła 43 osób/km² (wśród 1287 gmin regionu Île-de-France Saint-Martin-des-Champs plasuje się na 837. miejscu pod względem liczby ludności, natomiast pod względem powierzchni na miejscu 355.).